# Carlos Dogny
Carlos Henry Dogny Larco (Lima, 25 de julio de 1909-marzo de 1997), fue un empresario y deportista peruano que estableció el surf en el Perú. Fundó el Club Waikiki de Miraflores.

## Biografía
Hijo del coronel Édouard Auguste Dogny de Lussan y de María Magdalena Larco Herrera. Fue sobrino de los filántropos Víctor y Rafael Larco Herrera y primo del arqueólogo Rafael Larco Hoyle y la cantautora Chabuca Granda. Nieto de Giusseppe (Jose) A. Larco Bruno, fundador del Banco Italiano hoy BCP y Ex Alcalde de Miraflores 
Al igual que su primo, Rafael Larco, se trasladó a la Universidad Cornell de Nueva York, jugando para el equipo universitario de fútbol. Luego ingresó a la Escuela de negocios de la Universidad de Columbia.
En 1934, a los 25 años, su afición al polo lo llevó a un torneo en Hawái, donde visitó el club Outrigger Canoa y conoció Duke Kahanamoku quien lo introdujo en el surf. Regresó a Nueva York y el inicio de la Segunda Guerra Mundial lo hizo volver a Hawái. En 1937, volvió al Perú trayendo la primera tabla hawaiana a Latinoamérica, introduciendo el surfing en Lima.
En diciembre de 1942, junto a Carlos Origgi Camagli, Enrique Prado Heudebert, César Barrios Canevaro, Hugo Parks Gallagher y otras personas, fundó, en la Costa Verde de Miraflores, el Club Waikiki, recibiendo su nombre de Waikiki, Honolulu. El club se convirtió en el centro principal del surf peruano, realizándose en el diferentes campeonatos mundiales. En el club, practicó también el surf junto a figuras como Guillermo Wiese de Osma y Augusto Wiese de Osma. En 1959, fundó, en Biarritz, un segundo Waikiki, siendo este el primer club francés de surf.
También fue conocido por su estilo de vida, que lo llevó a grabar películas en Hollywood, donde tuvo algunos romances, y darle la vuelta al mundo 39 veces. Asimismo, fue director del Banco Comercial del Perú, de la Compañía de Seguros Grales y de Rayón y Celanese Peruana, llegando a estar entre las 30 personas más ricas del Perú.